# Unidad Nacionalsocialista Sueca
La Unidad Nacional Socialista Sueca (en sueco: Svensk nationalsocialistisk samling) fue un partido político nacionalsocialista basado en Skåne en Suecia. La Unidad Nacional Socialista Sueca estaba formada por ramas del partido en Skåne del Partido Nacional Socialista Sueco, que habían participado en una rebelión contra el líder del partido Birger Furugård. Nasisten era el periódico del partido. El partido usó una esvástica como símbolo. Posteriormente se fusionó con el Bloque Nacional Socialista.